# 许栩
许栩（?—?），字季阙，潁川郡郾县（今河南省漯河市郾城区）人，东汉时期人物。
许栩年轻时勤读好学，通儒学，官至卫尉、太守。延熹六年（163年）二月廿一，司徒种暠去世，三月，汉桓帝以许栩为司徒。延熹九年（166年）四月，许栩因事免职，胡广继任，後起用为大鸿胪。汉灵帝建宁元年（168年）九月，许栩继刘宠为司空。建宁二年（169年）五月，许栩因灾异而被免职，刘嚣继任。建宁四年（171年）七月，许栩继桥玄任司徒。建宁五年（172年）十二月，许栩因会稽郡许生领导的百姓暴动，被免官回乡。